# Eliminatoria al Torneo Sub-17 de la Concacaf de 2007
La Eliminatoria al Torneo Sub-17 de la Concacaf de 2007 fue la ronda eliminatoria que se jugó para determinar a los participantes en la fase final de la eliminatoria, con el detalle de que todos a excepción de Estados Unidos y Honduras fueron los únicos participantes que clasificaron directamente a la fase final.

## Zona Caribe
En esta edición la Eliminatoria en la zona Norte, Centro y Caribe se llamó CFU Youth Cup.

### Primera ronda
Los partidos se jugaron en Trinidad y Tobago.

#### Grupo A
| País               | J | G | E | P | GF | GC | Pts |
| ------------------ | - | - | - | - | -- | -- | --- |
| Canadá             | 3 | 3 | 0 | 0 | 19 | 1  | 9   |
| El Salvador        | 3 | 2 | 0 | 1 | 19 | 3  | 6   |
| Bermudas           | 3 | 1 | 0 | 2 | 2  | 21 | 3   |
| CFU President's XI | 3 | 0 | 0 | 3 | 0  | 15 | 0   |

| Equipo 1           | Resultado | Equipo 2           |
| ------------------ | --------- | ------------------ |
| Canadá             | 10-0      | Bermudas           |
| El Salvador        | 7-0       | CFU President's XI |
| CFU President's XI | 0-1       | Bermudas           |
| Canadá             | 2-1       | El Salvador        |
| El Salvador        | 11-1      | Bermudas           |
| CFU President's XI | 0-7       | Canadá             |

#### Grupo B
| País        | J | G | E | P | GF | GC | Pts |
| ----------- | - | - | - | - | -- | -- | --- |
| Panamá      | 3 | 3 | 0 | 0 | 26 | 0  | 9   |
| Puerto Rico | 3 | 2 | 0 | 1 | 7  | 8  | 6   |
| Santa Lucía | 3 | 1 | 0 | 2 | 3  | 9  | 3   |
| Anguila     | 3 | 0 | 0 | 3 | 1  | 20 | 0   |

| Equipo 1    | Resultado | Equipo 2    |
| ----------- | --------- | ----------- |
| Anguila     | 0-5       | Puerto Rico |
| Santa Lucía | 0-6       | Panamá      |
| Panamá      | 12-0      | Anguila     |
| Santa Lucía | 0-2       | Puerto Rico |
| Anguila     | 1-3       | Santa Lucía |
| Puerto Rico | 0-8       | Panamá      |

#### Grupo C
| País                  | J | G | E | P | GF | GC | Pts |
| --------------------- | - | - | - | - | -- | -- | --- |
| Barbados              | 3 | 2 | 1 | 0 | 8  | 3  | 7   |
| Surinam               | 3 | 2 | 1 | 0 | 8  | 5  | 7   |
| Antillas Neerlandesas | 3 | 1 | 0 | 2 | 6  | 8  | 3   |
| San Vicente           | 3 | 0 | 0 | 3 | 4  | 10 | 0   |

| Equipo 1              | Resultado | Equipo 2              |
| --------------------- | --------- | --------------------- |
| Antillas Neerlandesas | 1-4       | Barbados              |
| Surinam               | 4-2       | San Vicente           |
| Antillas Neerlandesas | 2-3       | Surinam               |
| San Vicente           | 1-3       | Barbados              |
| Barbados              | 1-1       | Surinam               |
| San Vicente           | 1-3       | Antillas Neerlandesas |

#### Grupo D
| País         | J | G | E | P | GF | GC | Pts |
| ------------ | - | - | - | - | -- | -- | --- |
| Haití        | 2 | 2 | 0 | 0 | 15 | 0  | 6   |
| Islas Caimán | 2 | 1 | 0 | 1 | 5  | 7  | 3   |
| Saint-Martin | 2 | 0 | 0 | 2 | 2  | 15 | 0   |

| Equipo 1     | Resultado | Equipo 2     |
| ------------ | --------- | ------------ |
| Islas Caimán | 0-5       | Haití        |
| Haití        | 10-0      | Saint-Martin |
| Saint-Martin | 2-5       | Islas Caimán |

#### Grupo E
| País              | J | G | E | P | GF | GC | Pts |
| ----------------- | - | - | - | - | -- | -- | --- |
| Trinidad y Tobago | 3 | 3 | 0 | 0 | 16 | 1  | 9   |
| Guyana            | 3 | 2 | 0 | 1 | 5  | 3  | 6   |
| Granada           | 3 | 0 | 1 | 2 | 1  | 8  | 1   |
| Aruba             | 3 | 0 | 1 | 2 | 2  | 12 | 1   |

| Equipo 1          | Resultado | Equipo 2          |
| ----------------- | --------- | ----------------- |
| Granada           | 0-2       | Guyana            |
| Trinidad y Tobago | 8-1       | Aruba             |
| Aruba             | 0-3       | Guyana            |
| Trinidad y Tobago | 5-0       | Granada           |
| Granada           | 1-1       | Aruba             |
| Guyana            | 0-3       | Trinidad y Tobago |

#### Grupo F
| País     | J | G | E | P | GF | GC | Pts |
| -------- | - | - | - | - | -- | -- | --- |
| Jamaica  | 3 | 3 | 0 | 0 | 16 | 3  | 9   |
| Cuba     | 3 | 2 | 0 | 1 | 21 | 2  | 6   |
| Bahamas  | 3 | 1 | 0 | 2 | 6  | 19 | 3   |
| Dominica | 3 | 0 | 0 | 3 | 3  | 22 | 0   |

| Equipo 1 | Resultado | Equipo 2 |
| -------- | --------- | -------- |
| Bahamas  | 4-3       | Dominica |
| Jamaica  | 2-1       | Cuba     |
| Cuba     | 10-0      | Dominica |
| Jamaica  | 6-2       | Bahamas  |
| Dominica | 0-8       | Jamaica  |
| Bahamas  | 0-10      | Cuba     |

#### Grupo G
| País              | J | G | E | P | GF | GC | Pts |
| ----------------- | - | - | - | - | -- | -- | --- |
| México            | 3 | 3 | 0 | 0 | 22 | 0  | 9   |
| S/K Nevis         | 3 | 2 | 0 | 1 | 5  | 5  | 6   |
| US Virgin Islands | 3 | 1 | 0 | 2 | 2  | 16 | 3   |
| Antigua y Barbuda | 3 | 0 | 0 | 3 | 1  | 9  | 0   |

| Equipo 1          | Resultado | Equipo 2          |
| ----------------- | --------- | ----------------- |
| US Virgin Islands | 0-2       | S/K Nevis         |
| México            | 4-0       | Antigua y Barbuda |
| Antigua y Barbuda | 0-3       | S/K Nevis         |
| México            | 13-0      | US Virgin Islands |
| US Virgin Islands | 2-1       | Antigua y Barbuda |
| S/K Nevis         | 0-5       | México            |

### Segunda ronda

#### Grupo A
| País              | J | G | E | P | GF | GC | Pts |
| ----------------- | - | - | - | - | -- | -- | --- |
| Haití             | 3 | 3 | 0 | 0 | 13 | 1  | 9   |
| Trinidad y Tobago | 3 | 1 | 1 | 1 | 5  | 2  | 4   |
| Surinam           | 3 | 1 | 0 | 2 | 4  | 11 | 3   |
| Barbados          | 3 | 0 | 1 | 2 | 1  | 9  | 1   |

| Equipo 1          | Resultado | Equipo 2          |
| ----------------- | --------- | ----------------- |
| Haití             | 7-1       | Surinam           |
| Trinidad y Tobago | 1-1       | Barbados          |
| Barbados          | 0-5       | Haití             |
| Surinam           | 0-4       | Trinidad y Tobago |
| Trinidad y Tobago | 0-1       | Haití             |
| Barbados          | 0-3       | Surinam           |

#### Grupo B
| País    | J | G | E | P | GF | GC | Pts |
| ------- | - | - | - | - | -- | -- | --- |
| México  | 3 | 3 | 0 | 0 | 6  | 3  | 9   |
| Jamaica | 3 | 1 | 1 | 1 | 5  | 3  | 4   |
| Panamá  | 3 | 0 | 2 | 1 | 4  | 5  | 2   |
| Canadá  | 3 | 0 | 1 | 2 | 3  | 7  | 1   |

| Equipo 1 | Resultado | Equipo 2 |
| -------- | --------- | -------- |
| Panamá   | 1-2       | México   |
| Canadá   | 0-3       | Jamaica  |
| Jamaica  | 1-1       | Panamá   |
| México   | 2-1       | Canadá   |
| Canadá   | 2-2       | Panamá   |
| Jamaica  | 1-2       | México   |

### Fase final

#### Tercer lugar
| Equipo 1 | Resultado | Equipo 2          |
| -------- | --------- | ----------------- |
| Jamaica  | 0-2       | Trinidad y Tobago |

#### Final
| Equipo 1 | Resultado | Equipo 2 |
| -------- | --------- | -------- |
| México   | 3-0       | Haití    |

## Zona Centroamérica
Los partidos se jugaron en El Salvador.
| País        | J | G | E | P | GF | GC | Pts |
| ----------- | - | - | - | - | -- | -- | --- |
| Costa Rica  | 4 | 3 | 0 | 1 | 12 | 2  | 9   |
| El Salvador | 4 | 3 | 0 | 1 | 6  | 3  | 9   |
| Panamá      | 4 | 2 | 1 | 1 | 5  | 4  | 7   |
| Nicaragua   | 4 | 0 | 2 | 2 | 3  | 10 | 2   |
| Guatemala   | 4 | 0 | 1 | 3 | 4  | 11 | 1   |

| Equipo 1    | Resultado | Equipo 2    |
| ----------- | --------- | ----------- |
| Costa Rica  | 5-0       | Guatemala   |
| El Salvador | 3-0       | Nicaragua   |
| Nicaragua   | 1-1       | Guatemala   |
| Panamá      | 1-0       | Costa Rica  |
| Nicaragua   | 1-1       | Panamá      |
| Guatemala   | 1-2       | El Salvador |
| Costa Rica  | 5-1       | Nicaragua   |
| Panamá      | 0-1       | El Salvador |
| Guatemala   | 2-3       | Panamá      |
| El Salvador | 0-2       | Costa Rica  |